# Marc'Antonio Savelli

Summa diversorum tractatuum, 1692 (Fondazione Mansutti, Milano).

Marc'Antonio Savelli (Modigliana, 1624 – 1695) è stato un giurista italiano.

## Biografia
Originario della provincia di Forlì, all'epoca parte del Granducato di Toscana, studiò a Pisa, dove si laureò in utroque iure. Divenne luogotenente a Forlì e a Imola, anche con il ruolo di podestà. In seguito fu cancelliere presso il comune di Terra del Sole e cancelliere maggiore a Firenze, nominato primo uditore del tribunale penale. Resolutiones et responsa, stampata a Firenze nel 1659, è la sua prima opera, dedicata ai pareri legali sui casi incontrati da magistrato. In seguito pubblicò un glossario in lingua volgare, Pratica universale (1665). Nel 1677 pubblicò a Firenze la sua opera maggiore, Summa diversorum tractatuum, un ricco repertorio bibliografico di argomenti di diritto.

## Opere

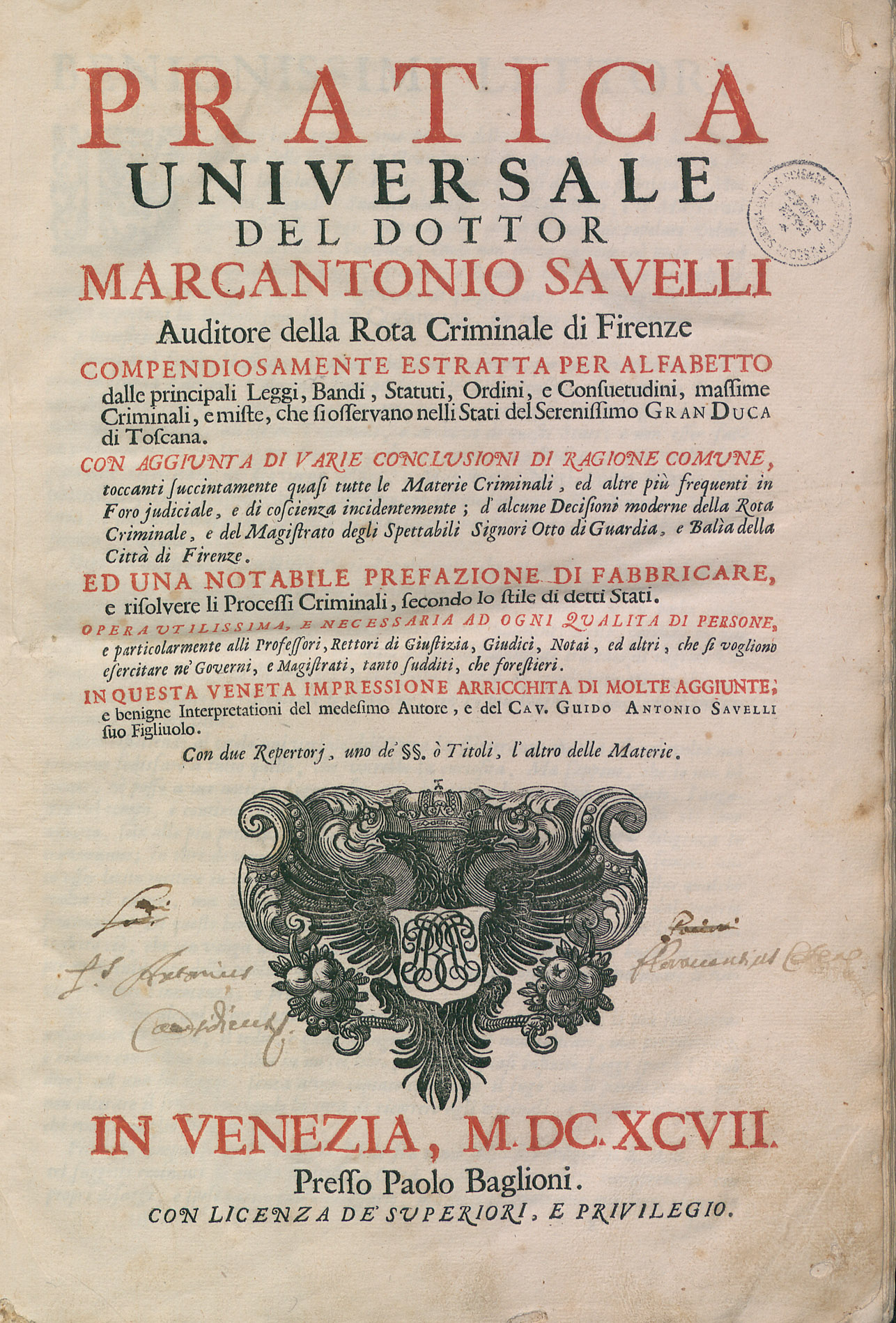
Pratica universale, edizione del 1697

- Resolutiones et responsa, Firenze, 1659.
- Pratica universale, 1665.
  -  Pratica universale, Venezia, Paolo Baglioni, 1697.
- Summa diversorum tractatuum, Firenze, 1667.